# Jake Peavy
Jacob Edward Peavy (ur. 31 maja 1981) – amerykański baseballista, który występował na pozycji miotacza.

## Przebieg kariery
Peavy został wybrany w 1999 roku w piętnastej rundzie draftu przez San Diego Padres i początkowo występował w klubach farmerskich tego zespołu, między innymi w Mopbile Bay Bears, reprezentującym poziom Double-A. W Major League Baseball zadebiutował 22 czerwca 2002 w meczu przeciwko New York Yankees, rozgrywanego w ramach interleague play, w którym zaliczył porażkę. W sezonie 2004 miał najlepszy w National League wskaźnik ERA (2,27), zaś rok później po raz pierwszy w karierze wystąpił w Meczu Gwiazd.
W 2006 wystąpił wraz z reprezentacją Stanów Zjednoczonych na turnieju World Baseball Classic. W sezonie 2007 zdobył Potrójną Koronę zwyciężając w lidze w klasyfikacji zwycięstw (19), ERA (2,54) i strikeouts (240), otrzymał także nagrodę Cy Young Award dla najlepszego miotacza w National League. W lipcu 2009 w ramach wymiany zawodników przeszedł do Chicago White Sox. W 2012 otrzymał Złotą Rękawicę spośród miotaczy.
31 lipca 2013 w ramach wymiany zawodników przeszedł do Boston Red Sox. Po raz pierwszy w barwach Red Sox zagrał 3 sierpnia 2013 w spotkaniu z Arizona Diamondbacks na Fenway Park; zaliczył zwycięstwo rozgrywając 7 inningów, oddając dwa runy i cztery uderzenia. W tym samym roku wystąpił w jednym meczu World Series, w których Red Sox pokonali St. Louis Cardinals 4–2.
27 lipca 2014 w ramach wymiany zawodników przeszedł do San Francisco Giants. W zespole Giants zadebiutował w meczu przeciwko Los Angeles Dodgers, w którym zanotował porażkę. 30 sierpnia 2014 w meczu z Milwaukee Brewers zaliczył 2000. strikeout w MLB i był bliski zanotowania no-hittera, oddając pierwsze uderzenie w ostatniej, dziewiątej zmianie. W tym samym roku zagrał w dwóch meczach World Series, w których Giants pokonali Kansas City Royals 4–3.

## Nagrody i wyróżnienia
| Nagroda/wyróżnienie         | Lata             | Źródło        |
| 3× All-Star                 | 2005, 2007, 2012 | [ 3 ]         |
| 2× zwycięzca w World Series | 2013, 2014       | [ 11 ] [ 15 ] |
| NL Cy Young Award           | 2007             | [ 7 ]         |
| Gold Glove Award            | 2012             | [ 8 ]         |
| Triple Crown                | 2007             | [ 6 ]         |